# World Championship Tennis Finals 1977
World Championship Tennis Finals 1977 byl sedmý ročník tenisového turnaje WCT Finals, pořádaný jako závěrečná událost mužského okruhu World Championship Tennis. Probíhal mezi 10. až 15. květnem na koberci dallaské haly Memorial Auditorium.
Dotace turnaje byla předešlým šesti ročníkům navýšena o sto tisíc na 200 000 dolarů. Kvalifikovalo se na něj osm nejlepších tenistů okruhu WCT 1977. Do dallaského finále poprvé postoupili Američané Jimmy Connors a Dick Stockton. Vítězný Connors soupeře přehrál po čtyřsetovém průběhu a připsal si čtvrtý titul v probíhající sezóně a jubilejní sedmdesátý v kariéře.

## Finále

### Mužská dvouhra
- Jimmy Connors vs.  Dick Stockton 6–7, 6–1, 6–4, 6–3